# فرايت لينك

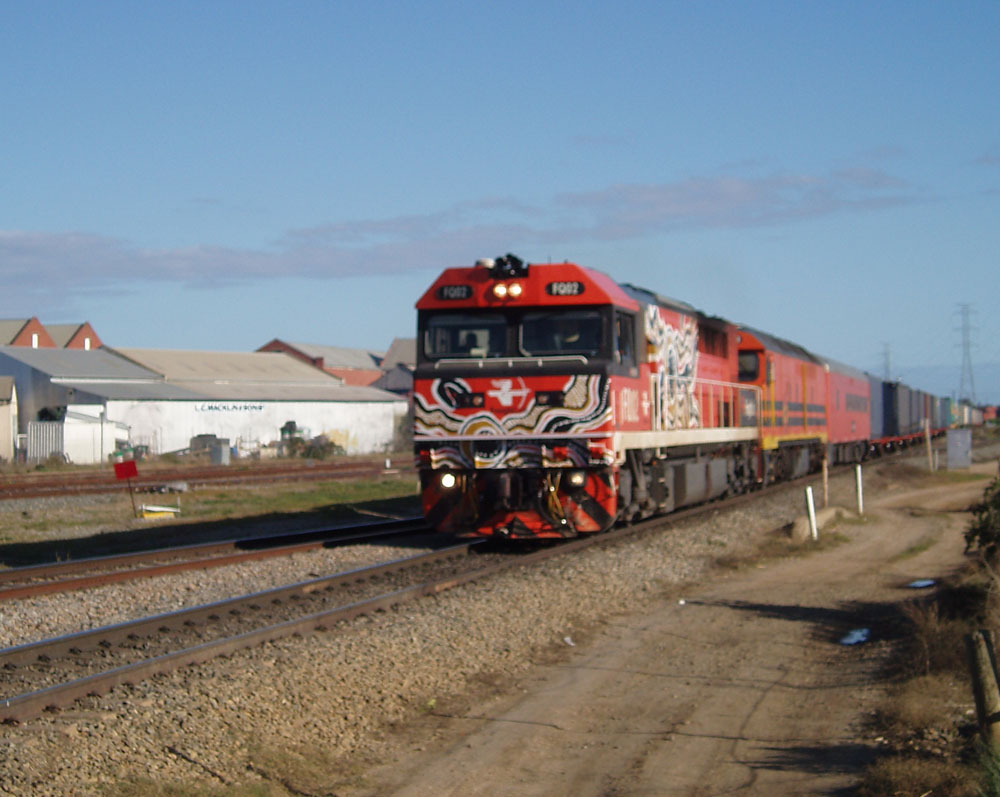
FQ02 في أغسطس 2005

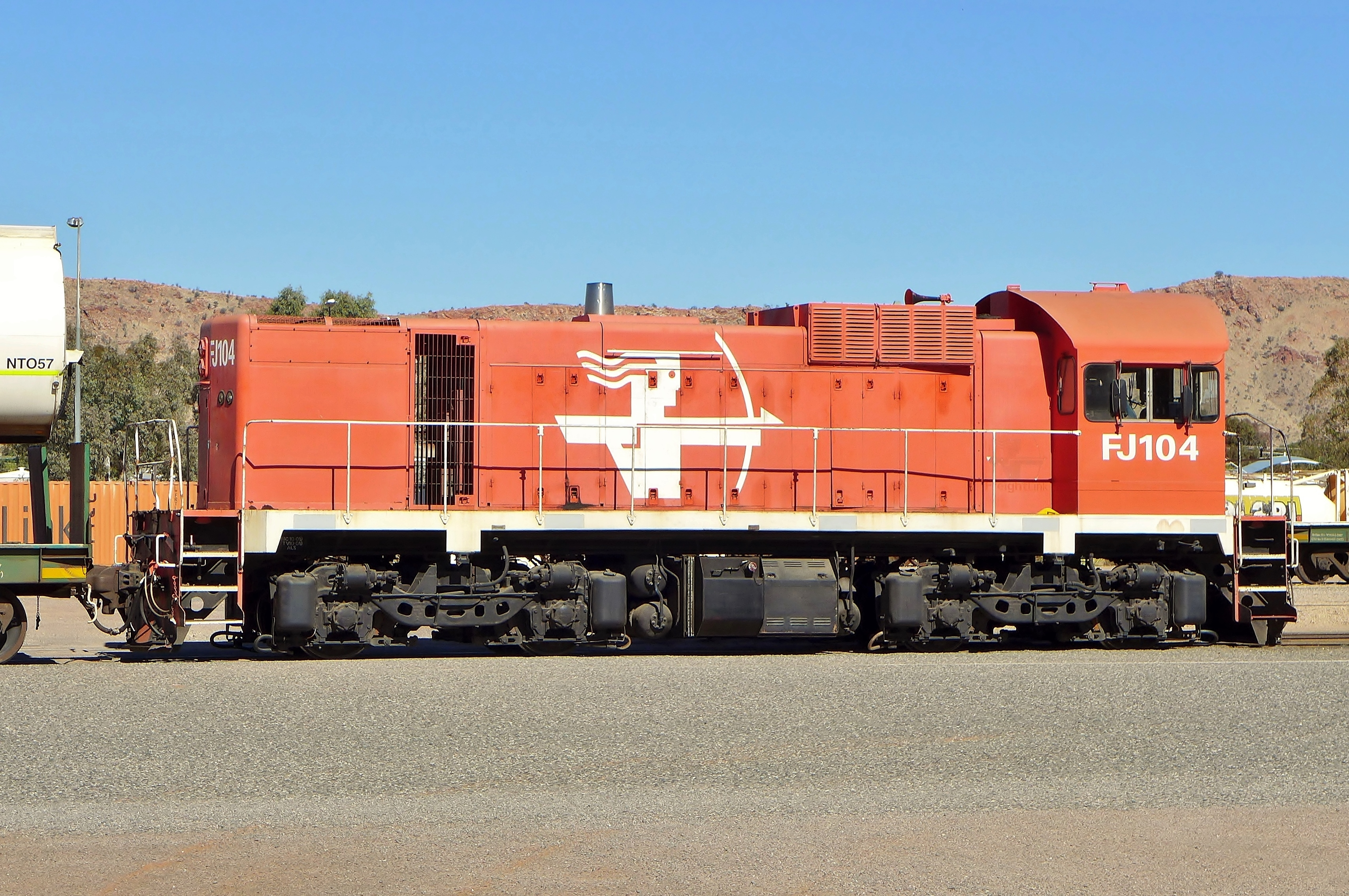
أديلايد داروين liveried FJ104 في يوليو 2015

فرايت لينك هي شركة شحن بالسكك الحديدية في أستراليا تعمل عبر خط السكك الحديدية أديلايد داروين بين عامي 2004 و 2010.

## روابط خارجية
- موقع رسمي